# 二宮秀樹
二宮 秀樹（にのみや ひでき、1955年3月15日 - ）は、日本の元子役俳優。大映京都撮影所の時代劇への出演のほか、特撮ドラマ『マグマ大使』のガム役を務めた。活動期間は滋賀大学学芸学部附属小学校中学年時2-3年間のみと短い。

## 経歴・エピソード
NHK児童劇団、テレビドラマを経て大映の専属となり、1964年映画デビュー。翌1965年には勝新太郎版『無法松の一生』の少年時代の敏雄役、市川雷蔵の『新・鞍馬天狗』『新・鞍馬天狗 五條坂の決闘』の杉作役など、大スターの意欲作で重要な役を演じ、愛らしい容貌と抜群の演技センスで一躍子役スターとなった。 1966年には特撮時代劇『大魔神』にも出演した。
1966年7月から1年間、特撮テレビドラマの名作『マグマ大使』にマグマ大使の息子ガム役で出演。同じ名子役だった江木俊夫との子役スター共演としても話題を呼んだ。同作は『ウルトラマン』とともに空前の「怪獣ブーム」を呼び、二宮も全国的な人気を得るとともに、特撮史上にその名を残した。なお、同作放映中に映画『大魔神逆襲』主演のため4話分を休み、その間は吉田次昭が代演した。
『マグマ大使』放映中に、特撮用の火薬を通っていた小学校に持ち込み、級友が火を着けて怪我を負う事故を起こした。鷲巣富雄によると、この小学校の校長と担任が子供番組に理解のある人たちだったおかげで、事なきを得たという。
『マグマ大使』終了、中学校入学と同時に学業専念のため芸能活動を休止、そのまま完全に引退した。1999年発行の書籍のインタビュー記事では、神戸の海運会社勤務と記載されていた。

## 主な出演作品

### 映画
- 座頭市関所破り（1964年）
- 無法松の一生（1965年）敏雄（少年時代）
- 新鞍馬天狗（1965年）杉作
- 新・鞍馬天狗 五條坂の決闘 （1965年）杉作
- 大魔神（1966年）花房忠文（少年時代）
- 大魔神逆襲（1966年）鶴吉

### テレビドラマ
- 新隠密剣士（1965年4月4日 - 1965年12月26日 TBS）
- マグマ大使（1966年7月4日 - 1967年6月26日 フジテレビ）ガム
- 近鉄金曜劇場 愛とこころのシリーズ 七歳の捕虜（1966年12月9日  ABC））
- おかあさん 第376回 雪のなかに……（1967年1月26日 TBS）
- 部長刑事 第828回 ベラドンナ・恋の花 (1974年8月24日 ABC）